# Heinrich Ottenjann
Heinrich Ottenjann (* 19. Februar 1886 in Greven; † 16. Mai 1961 in Cloppenburg) war ein Gymnasiallehrer und als Gründer des Museumsdorfs Cloppenburg (eröffnet 1936) dessen erster Direktor. Nachfolger in diesem Amt war sein Sohn Helmut Ottenjann (1931–2010).

## Leben
Ottenjann war der Sohn des Tischlermeisters Johann Ottenjann (1847–1925) und der Katharina geb. Schwarze (1850–1937). Er besuchte die katholische Volks- und Rektoratsschule in Greven und anschließend das Gymnasium in Rheine, wo er 1906 das Abitur ablegte. In Münster und Berlin studierte Ottenjann Altphilologie, Geschichte und Sport. Bereits 1908 legte er in Münster das Turnlehrer-Examen ab. Im Jahre 1910 promovierte er an der Universität Münster bei Wilhelm Kroll mit der Dissertation De vocum encliticarum apud Plautum collocatione. Im darauf folgenden Jahr erwarb Heinrich Ottenjann die Lehrbefähigung für die Fächer Latein, Griechisch und Geschichte. Zunächst unterrichtete Ottenjann in Warendorf und Ahlen, bevor er sich 1914 an das neu gegründete Realgymnasium in Cloppenburg versetzen ließ.
Im Ersten Weltkrieg kämpfte Ottenjann in Belgien, Frankreich, Polen, Russland und Serbien. 1917 wurde er schwer verwundet, konnte aber im selben Jahr seine Lehrtätigkeit in Cloppenburg fortsetzen. 
1922 begann Heinrich Ottenjann mit dem Aufbau eines Heimatmuseums aus den umfangreichen Möbel- und Gerätesammlungen des 1921 gegründeten Museumsvereins in den Räumen des Realgymnasiums Cloppenburg, dem späteren Clemens-August-Gymnasium Cloppenburg. 
Im gleichen Jahr vereinigte sich der Museumsverein mit dem Heimatbund für das Oldenburger Münsterland und die Stiftung eines Heimatmuseums für das Oldenburger Münsterland wurde durch das Oldenburger Innenministerium formell bestätigt. Durch Integration der vorgeschichtlichen Privatsammlung des Löninger Apothekers Bernhard König konnte der Bestand erweitert und thematisch ausgeweitet werden. 
In der Aufbauzeit reifte in ihm der Plan, in Cloppenburg ein Freilichtmuseum, das „Museumsdorf Cloppenburg“, errichten zu lassen. Ottenjann orientierte sich dabei am ganzheitlich ausgerichteten Konzept skandinavischer Freilichtmuseen, die die Geschichte der ländlichen Bevölkerung mit Hilfe von Objekten in ihren funktionalen Zusammenhängen darzustellen versuchten. Dabei war er durchaus wissenschaftlich orientiert und definierte die verschiedenen musealisierten Sammlungen materieller Volkskultur als Sachzeugen der Geschichte, deren Interpretation Rückschlüsse auf allgemeinere kultur-, wirtschafts- und sozialgeschichtliche Zusammenhänge ermöglichen sollte.
Zur Umsetzung seiner Museumsidee wurde er zunächst im Schuljahr 1933/34 vom Schuldienst beurlaubt. Bis zum Zweiten Weltkrieg wurde die Beurlaubung mehrmals verlängert.
Gegen die Intention der nationalsozialistischen Machthaber, das Museum zur Präsentation historisch-bäuerlicher Kultur im Rahmen der Blut-und-Boden-Ideologie zu nutzen, verwahrte sich Ottenjann und beharrte auf dem Grundsatz wissenschaftsgetreuer Dokumentationsarbeit.
Heinrich Ottenjann war vielfältig gesellschaftlich engagiert: Leitende Funktionen übernahm er im „Volksverein für das katholische Deutschland“, als Mitglied der AV Arminia Münster und der KAV Suevia Berlin im „Cartellverband der katholischen deutschen Studentenverbindungen“, in der Turn- und Sportbewegung (von 1923 bis 1926 leitete er den Cloppenburger Turnverein), in der südoldenburgischen Heimatbewegung und in verschiedenen überregionalen volks- und heimatkundlichen Kommissionen.
Ab 1937 war Ottenjann Vorsitzender des „Heimatbundes für das Oldenburger Münsterland“.

## Ehrungen
- Verdienstkreuz des Verdienstordens der Bundesrepublik Deutschland, 1954
- Großes Verdienstkreuz des Verdienstordens der Bundesrepublik Deutschland, 22. September 1959
- Ehrenbürger der Stadt Cloppenburg, 1956

Lange Zeit war im Museumsdorf Cloppenburg auf der Diele des Quatmannshofes eine Ottenjann-Büste zu sehen, die der Artländer Bildhauer Karl Allöder geschaffen hat.

## Familie
Am 29. September 1919 heiratete Ottenjann Maria Hiltemann (1891–1971), die jüngste Tochter des Cloppenburger Weißgerbers und Kaufmanns Antonius Hiltemann (1839–1910) und dessen Frau Ida geb. Wewer (1852–1938). Das Ehepaar hatte drei Söhne und zwei Töchter.

### Werke von Heinrich Ottenjann
- De vocum encliticarum apud Plautum collocatione. Dissertation. Monasterii Guestfalorum. Aschendorff, 1910.
- Festbuch: 500 Jahre Stadt Cloppenburg, 1435–1935. Cloppenburg, 1936. (Herausgeber)
- Das Münsterland. Schulzesche Verlagsbuchhandlung. Oldenburg, 1937.
- Das Museumsdorf in Cloppenburg. Oldenburg, 1944.
- Alte deutsche Bauernmöbel. Ein Beitrag zur Kulturgeschichte des Oldenburger Münsterlandes. Uelzen und Hannover, 1954.

### Sekundärliteratur
- Hermann Lübbing: Heinrich Ottenjann. Der Mann und sein Werk. In: Oldenburger Jahrbuch. 60, 1961, Teil 1, S. 155–156.
- Bernd Thonemann: Dr. Heinrich Ottenjann zum 100. Geburtstag. Leben und Werk. In: Jahrbuch für das Oldenburger Münsterland 1987, S. 5–24.
- Uwe Meiners: Ottenjann, Heinrich. In: Hans Friedl u. a. (Hrsg.): Biographisches Handbuch zur Geschichte des Landes Oldenburg. Hrsg. im Auftrag der Oldenburgischen Landschaft. Isensee, Oldenburg 1992, ISBN 3-89442-135-5, S. 545–547 (online).
- Heinrich Havermann: Heinrich Ottenjann – sein Wirken für den Heimatbund. In: Jahrbuch für das Oldenburger Münsterland 2012, S. 358–370.